# Грузијско златно доба
Грузијско златно доба груз. საქართველოს ოქროს ხანა sakartvelos okros khana, описује историјски период у средњем веку у распону од отприлике касног 11. до 13. векa током којих је Краљевина Грузија досегла врхунац своје моћи и развоја. У том периоду доживљавају процват грузијска архитектура, сликарство, поезија, црквена уметност, као и стварање првих великих дела световне литературе. Трајало је више од два века, а до постепеног краја је дошло због инвазија номадских народа, као што су били Монголи и ширењу куге, коју су та номадска племена донела са собом. Као резултат тих процеса, Грузија се претворила у хришћанску енклаву опкољену муслиманским народима.

## Давид IV
Златно грузијско доба почело је владавином Давида IV Градитеља (или Великог), сина Гиоргија II и краљице Јелене, који је преузео престо са 16 година у периоду велике турске инвазије. Кад је дошао на престо потиснуо је незадовољства феудалаца и централизирао је моћ у својим рукама, како би се ефикасно борио са страним претњама. Тако је 1121. године одлучно поразио много већу турску војску у Бици на Дидгорију. Огромна количина плена коју су том приликом добили, довољно је осигурала Тбилиси и отворила ново раздобље, период препорода. Како би још више дигнуо статус земље, Давид је одбио угледан наслов подарен од Византије, грузијског дугогодишњег савезника. Обзиром на блиске породичне везе између Грузије и византијске царске породице, (нпр. Грузијска принцеза Марија, тетка Давида IV, некад супруга византијског цара) и чак 16 грузијских владара држало је византијске титуле. Давид је прекинуо ту праксу.
Давид се посебно истакао елиминишући остатке нежељених источних утицаја, које су Грузини сматрали наметнутима, у корист традиционалних хришћанских и византијских вредности. Као део овог настојања, основао је манастир Гелати, који се налази на УНЕСКО-вом пописким светске културне баштине, а тада је био важно средиште учености православних хришћана.
Давид је такође играо личну улогу у оживљавању грузијске верске химнографије, складајући "песме (по)кајања" (გალობანი სინანულისანი, galobani sinanulisani), низ од осам псалама писаних слободним стихом. У њима, Давид себе види као реинкарнацију библијског Давида, са сличним односом према Богу и своме народу. Оне такође деле идеалистички занос тадашњих европских крсташа, којима је Давид био природни савезник против Турака Селџука.

## Деметре I и Гиорги III
Краљевство је наставило да расте за владавине Давидова сина Деметра I. Јачао је војску и имао неколико победа над Муслиманима. Такође, био је песник као и његов отац, па је и он дао свој допринос и химнографији. Његова песма "Shen Khar Venakhi" ("Јер ти си виноград"), која је посвећена Богородици, грузијског светици покровитељици, и даље се пева у грузијским црквама, 900 година након што је написана.
Деметра је наследио његов син Гиорги 1156. године, са којим почиње провођење офанзивније спољне политике. Исте године кад се попео на престо, успешно је покренуо кампању против селџучког султаната Ахлат. Ослободио је значајан јерменски град Двин од турског подаништва. Наставио је процес испреплитања веза између грузијских племића са највишим редовима Источног римског царства, заветом брака његове ћерке Русудан с Манојлом Комнином, сином цара Андроника I Комнина.

## Краљица Тамара
Тамара, кћер Гиоргиа III постала је прва жена која је владала Грузијом. Под њеним вођством Грузија је досегла врхунац моћи и престижа у средњем веку. Она не само да је заштитила већи део свог краљевства од Турских напада, него се успешно борила са унутрашњим сукобима, укључујући и државни удар који је организовао њен супруг Јуриј Богољупски, кнез Новгорода. Њено вођење политике сматра се врло просвећеном за то раздобље, као што је укидање смртне казне и мучења.
Међу изузетим дешавањима Тамарине владавине било је оснивање Трапезунтског царства на Црном мору 1204. године. Држава је основана у североисточном делу ослабљене Византије, уз помоћ грузијске војске, коју су подржали Алексије I и Давид Комнин, обојица њени рођаци. Алексије и Давид били су одбегли византијски кнезови одрасли на грузијском тлу. Према историчарима, циљ ове експедиције је био да се казни византијски цар Алексије IV који је отео новац који је она послала манастирима у Антиохији и Светој Гори. Тај се подухват може објаснити и жељом да се искористи Четврти крсташки рат против Цариграда, како би поставила пријатељску државу у непосредном грузијском суседству на југозападу, као и династичке солидарност одузету Комнинима.
Снага у земљи нарасла је до те мере да се у каснијим годинама Тамарине владавине, краљевство примарно бавило заштитом грузијских монашких центара у Светој земљи, од којих се осам налазило у Јерусалиму.
Саладинов биограф Баха'ад-Дин ибн Шаддад наводи да је, након освајања Јерусалима од стране Ајубида 1187. године, Тамара послала изасланике султану како би тражила да јој се врате одузети манастири у Јерусалиму. Саладином одговор није забележен у историјским записима, али се чини да су Тамарини напори резултирали успехом.
Ибн Шадад надаље тврди, да је Тамара дала већу понуду од византијског цара у његовим настојањима да добије моћи Истинског крста, нудећи 200.000 златника Саладину, који је реликвију узео као плен у бици код Хатина, али узалудно.
Са процватом трговачких центара, сада под грузијском контролом, индустрија и трговина стварале су ново богатство Тамариној земљи. Данак од суседа и ратни плен додани су краљевској ризници, што доводи то тога да се говорило: "Сељаци су попут племића, племићи попут главара, а кнежеви попут краљева!"
Тамарина владавина такође је значила и наставак уметничког развоја земље, започетог од њених претходника. Док савремене грузијске хронике и даље имају уграђен хришћански морал, верски мотиви су почели да губе свој раније стечени доминантни положај у секулраним литературама. Овај тренд кулминирао је епском поемом, националног песника Шоте Руставелија "Витез у тигровој кожи" (Vepkhistq'aosani). Цењена у Грузији, као највеће достигнуће домаће књижевности, пјесма слави средњовјековне хуманистичке идеале витештва, пријатељства и дворске љубави.

## Номадске инвазије
У време када Монголи нападају Словене на североистоку Европе, номадске хорде истовремено напредују на југ, према Грузији. Гиорги IV, Тамарин син, оставио је на страну своје припреме за Четврти крсташки рат и усмерио се на борбу против непријатеља, али је монголски јуриш био прејак. Грузијци су претрпели тешке губитке у рату, а и сам краљ бива тешко рањен. Као резултат тога, Гиорги IV је постао хендикепиран и умро прерано у доби од 31 годину.
Георгиева сестра сестра Русудан је преузела трон, али је била сувише неискусна и њена земља сувише ослабљена и притиснута номадима. 1236. је истакнути монголски командант Чормаган водио голему војску против Грузије и њених вазалних држава, присиљавајући Русудан да бежи на запад, остављајући исток Грузије у рукама племића који се на крају склопили мир са Монголима и пристали да плаћају данак. Они који су се опирали, били су предмет уништења. Монголске војске одлучиле су не прелазити природну баријеру у виду Лихске горе у потрази за грузијском краљицом. Она је касније покушала добити подршку од Папе Гргура IX, али без успеха. 1243. године Грузија је коначно била приморана признати великог кана Кагана као свог господара.
Можда инвазија Монгола и није толико девастирала земљу, као што су то биле анти-монголске борбе које су се одвијале у земљи. Први устанак започео је 1259. године под вођством Давида VI и трајао је готово тридесет година. Антимонголске борбе настављене су безуспешно и под вођством Деметра II Оданог и Давида VIII.
Под краљем Гиоргијем V Бриљантним, Грузија је напокон доживела период препорода. Проницљиви владар, Гиорги V одиграо је улогу у паду Илханидског Царства, престао је да плаћа данак Монголима, обновио државне границе Грузије од пре 1220. године и вратио Трапезунтско царство под сферу грузијског утицаја. Успостављене су блиске међународне трговачке мреже, поглавито са Византијом, са којима је Гиорги V имао породичних веза, али такође и са великим поморским републикама Венецијом и Геновом. Такође обнавља и грузијске манастире у Јерусалиму и осигурава слободан пролаз грузијским ходочасницима у Свету земљу. Раширена употреба Јерусалимског крста - инспирација за модерну заставу Грузије - је датирана у време владавине Гиоргија V. Његовом смрћу, последњег великог владара уједињене Грузије, убрзао се неповратан пад моћи краљевине. Следећe деценије обележена су кугом, коју су проширили номади, као и бројне провале Тимур а, које су похарале економију земље. Након пада Византије, Грузија је дефинитивно гурнута у изолацију, поставши хришћанска енклава окружена непријатељским Турcко-иранским суседима.